# Pavel Křížkovský

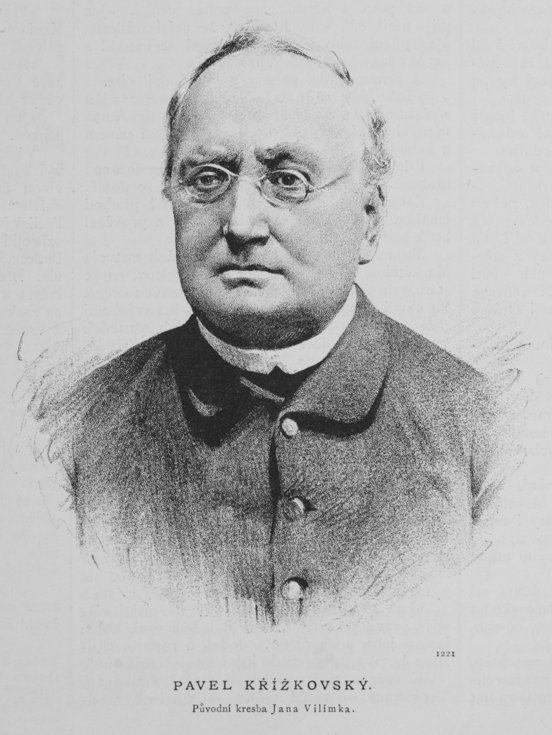
Pavel Křížkovský (1885)

Pavel Křížkovský (* 9. Januar 1820 in Kreuzendorf, Österreichisch-Schlesien; † 8. Mai 1885 in Brünn, Mähren) war ein tschechischer Komponist.

## Leben und Werk
Der Augustinermönch Pavel Křížkovský wirkte nach einem Studium in Prag als Musikdirektor des Augustinerklosters Altbrünn.
Sein bekanntestes Werk ist die Kantate Die Heiligen Kyrill und Method. Daneben komponierte er Werke für Männerchor und Lieder. 1860 gründete er den bis heute bestehenden Kirchenchor „Beseda brněnská“. Sein bekanntester Schüler war der Komponist Leoš Janáček.